# Communauté de communes des Olonnes
Die Communauté de communes des Olonnes ist ein ehemaliger französischer Gemeindeverband mit der Rechtsform einer Communauté de communes im Département Vendée in der Region Pays de la Loire. Sie wurde am 27. Dezember 1993 gegründet und umfasste drei Gemeinden. Der Verwaltungssitz befand sich im Ort Les Sables-d’Olonne.

## Historische Entwicklung
Am 1. Dezember 1964 wurde ein SIVOM gegründet, der bereits aus den heutigen drei Mitgliedsgemeinden bestand. Dieser wurde durch einen Erlass vom 27. Dezember 1993 am 1. Januar 1994 in die heutige Communauté de communes des Olonnes umgewandelt. 
Mit Wirkung vom 1. Januar 2017 fusionierte der Gemeindeverband mit der Communauté de communesde l’Auzance et de la Vertonne
und bildete so die Nachfolgeorganisation Les Sables-d’Olonne Agglomération.

## Ehemalige Mitgliedsgemeinden
1. Château-d’Olonne
2. Olonne-sur-Mer
3. Les Sables-d’Olonne